# Grandi domani
Grandi domani è una serie televisiva italiana del 2005, prodotta da Maurizio Costanzo e Maria De Filippi, per la regia di Vincenzo Terracciano.
La serie, andata in onda in prima serata su Italia 1, è articolata in ventiquattro puntate trasmesse in dodici settimane e racconta le vicende quotidiane all'interno di una scuola d'arte di Roma.
I protagonisti della serie sono giovani talentuosi attori, cantanti e ballerini che vogliono diventare famosi e i loro professori, nonché molti attori di grande fama che faranno incursione nelle 24 puntate. La serie richiama molto il telefilm spagnolo Paso adelante.
In Grandi domani i ruoli principali sono quindici, contati tra gli allievi e il personale della scuola.
Si ipotizzava la messa in onda di una seconda stagione, ma non è mai stata realizzata dacché la prima non ha avuto il successo sperato. La serie è però stata esportata in Francia, su M6.

## Episodi
1. Il verdetto
2. Essere e...non essere
3. Il colpo
4. Il gioco delle parti
5. I segreti del passato
6. Quando il gioco si fa duro
7. Fermata d'autobus
8. Passo a due
9. Metamorfosi
10. La selezione
11. Proposta di matrimonio
12. Il tradimento
13. L'occupazione
14. Il punto debole
15. Scomparso
16. La reentre
17. I miserabili
18. Alla ricerca dell'identità perduta
19. Gli esami non finiscono mai
20. Superstizione
21. La resa dei conti
22. L'occasione
23. Il tramonto di Cyrano
24. A doppio filo